# Neurotrasmettitore

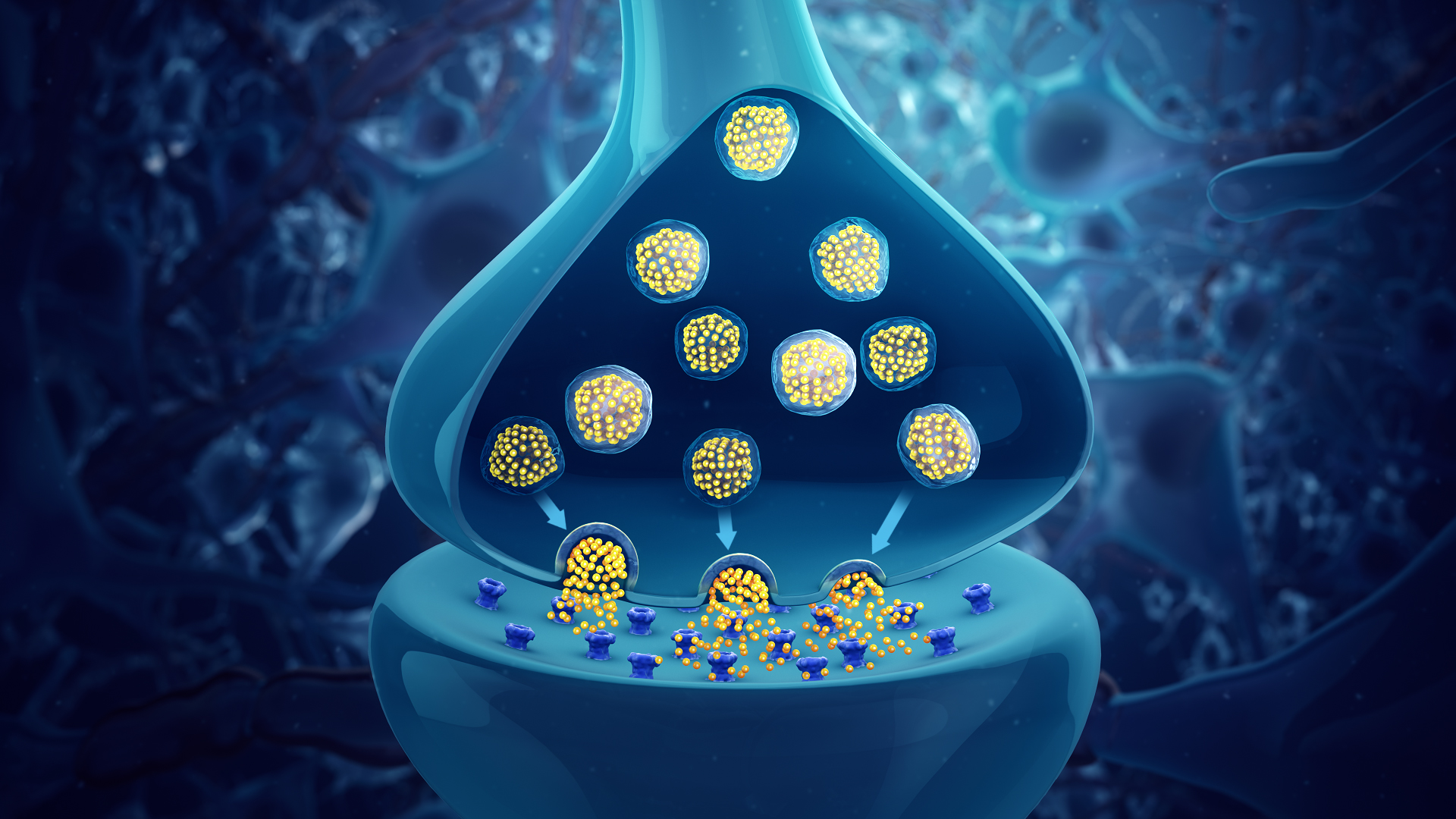
Vescicole sinaptiche contenenti neurotrasmettitori

In biologia un neurotrasmettitore (o "neuromediatore") è una sostanza che veicola le informazioni fra i neuroni attraverso la trasmissione sinaptica (vedi sinapsi).
All'interno del neurone, i neurotrasmettitori sono contenuti in vescicole dette vescicole sinaptiche che sono addensate alle estremità distali dell'assone nei punti in cui esso contrae rapporto sinaptico con altri neuroni.
Nel momento in cui il neurone viene raggiunto da uno stimolo, le vescicole sinaptiche si fondono per esocitosi con la membrana pre-sinaptica, riversando il proprio contenuto nello spazio sinaptico o fessura inter-sinaptica. I neurotrasmettitori rilasciati si legano a recettori o a canali ionici localizzati sulla membrana post-sinaptica. L'interazione fra il neurotrasmettitore e il recettore/canale ionico scatena una risposta eccitatoria o inibitoria nel neurone post-sinaptico.

## Descrizione
In relazione al tipo di risposta prodotta, i neurotrasmettitori possono essere eccitatori o inibitori (chiamati anche soppressori), cioè possono rispettivamente promuovere la creazione di un impulso nervoso nel neurone ricevente o inibire l'impulso. Tra i neurotrasmettitori inibitori, i più noti sono l'acido γ-amminobutirrico (GABA) e la glicina. Al contrario, il glutammato rappresenta il più importante neurotrasmettitore eccitatorio del cervello.
Molti neurotrasmettitori vengono rimossi dallo spazio tra le sinapsi da specifiche proteine che risiedono nelle membrane dei neuroni e delle cellule della glia. Questo processo prende il nome di ricaptazione (reuptake) o, spesso più semplicemente, captazione (uptake). Senza la ricaptazione, i neurotrasmettitori potrebbero continuare a stimolare o deprimere il neurone post-sinaptico. Un altro meccanismo di rimozione dei neurotrasmettitori è la loro distruzione tramite un enzima. Ad esempio, nelle sinapsi colinergiche (quelle del neurotrasmettitore acetilcolina) l'enzima acetilcolinesterasi distrugge l'acetilcolina.
Sulla base della dimensione, i neurotrasmettitori possono essere distinti in neuropeptidi e piccole molecole. I neuropeptidi comprendono dai 3 ai 36 amminoacidi, mentre nel gruppo delle piccole molecole ci sono amminoacidi singoli, come il glutammato ed il GABA e i neurotrasmettitori come l'acetilcolina, la serotonina e l'istamina. I due gruppi di neurotrasmettitori presentano anche modalità di sintesi e rilascio differenti.
Farmaci, droghe ed altre sostanze possono interferire con il funzionamento dei neurotrasmettitori.
Molte sostanze stimolanti e anti-depressive alterano la trasmissione dei neurotrasmettitori dopamina, norepinefrina (o noradrenalina) e epinefrina (adrenalina), chiamati nel complesso catecolamine. Ad esempio, la cocaina blocca la ricattura della dopamina, consentendole di rimanere più a lungo nello spazio inter-sinaptico. In particolare, la cocaina altera i circuiti dopaminergici del nucleus accumbens, una regione del cervello che è coinvolta nella spinta motivazionale e nel rafforzamento emozionale. La reserpina, che è stata impiegata dapprima come agente anti-ipertensivo e successivamente come antipsicotico nel trattamento della schizofrenia, causando una deplezione di neurotrasmettitori mediante la rottura delle vescicole sinaptiche e la degradazione da parte delle monoammino ossidasi (MAO-A e MAO-B).
Infine, l'AMPT impedisce la conversione della tirosina in L-DOPA ed il deprenile inibisce l'azione della monoammina ossidasi B, aumentando il livello della dopamina tra le sinapsi.

### Trasporto intracellulare di neurotrasmettitori
La sintesi dei neurotrasmettitori avviene con modalità diverse a seconda della natura del neurotrasmettitore.
I neuropeptidi vengono sintetizzati sotto forma di precursori (pre-propeptidi) nel corpo cellulare a livello del Reticolo Endoplasmatico Rugoso (RER) e vengono successivamente processati in propeptidi negli organuli del corpo cellulare. Al termine di questa fase, il propeptide, contenuto in vescicole di trasporto, viene condotto attraverso l'assone fino alla terminazione sinaptica, ove viene impaccato nelle vescicole sinaptiche, chimicamente modificato e maturato in peptide.
Le piccole molecole a funzione di neurotrasmettitori vengono invece prodotte nel terminale sinaptico, dopo che gli enzimi necessari per il processo di sintesi sono stati prodotti nel corpo cellulare e trasportati fino al bottone sinaptico.
Il trasporto fino al terminale sinaptico avviene lungo i microtubuli, che trasportano le vescicole con una velocità di 3... 4.5 µm/s corrispondente a 250... 400 mm/d.
I microtubuli vengono costruiti (allungati di circa 1 µm/min corrispondente a 1.4 mm/d) oppure disfatti (raccorciati di circa 7 µm/min corrispondente a 10 mm/d); si presume in funzione della loro necessità momentanea.
Vista la quantità di vescicole da trasportare in un neurone attivo, sono molti i microtubuli che svolgono questa funzione. La quantità di microtuboli anterogradi aumenta in fasi di grande attività neuronale e diminuisce in fasi di modesta attività.

### Tipi di neurotrasmettitori
Sono più di cinquanta le sostanze chimiche di cui è stata dimostrata la funzione di neurotrasmettitore a livello sinaptico. Ci sono due gruppi di trasmettitori sinaptici: quello costituito da trasmettitori a basso peso molecolare a rapida azione e il gruppo dei neuropeptidi di dimensioni maggiori ad azione più lenta.
Il primo gruppo è composto da trasmettitori responsabili della maggior parte delle risposte immediate del sistema nervoso, come la trasmissione di segnali sensoriali al cervello e di comandi motori ai muscoli. I neuropeptidi sono, invece, implicati negli effetti più prolungati, come le modificazioni a lungo termine del numero di recettori e la chiusura o l'apertura prolungata di alcuni canali ionici.
I neurotrasmettitori a basso peso molecolare vengono sintetizzati nel citosol della terminazione presinaptica e, successivamente, mediante trasporto attivo (antiporto H+/ neurotrasmettitore), sono assorbiti all'interno delle numerose vescicole presenti nel terminale sinaptico. Quando un segnale giunge al terminale sinaptico, poche vescicole alla volta liberano il loro neurotrasmettitore nella fessura sinaptica. Tale processo avviene in genere nell'arco di un millisecondo.
I neuropeptidi, invece, vengono sintetizzati come parti di grosse molecole proteiche dai ribosomi del soma neuronale. Tali proteine sono subito trasportate all'interno del reticolo endoplasmatico e quindi all'interno dell'apparato del Golgi, dove avvengono due cambiamenti. Dapprima, la proteina da cui originerà il neuropeptide viene scissa enzimaticamente in frammenti più piccoli, alcuni dei quali costituiscono il neuropeptide come tale oppure un suo precursore; successivamente, l'apparato di Golgi impacchetta il neuropeptide in piccole vescicole che gemmano da esso. Grazie al flusso assonale le vescicole sono trasportate alle estremità delle terminazioni nervose, pronte per essere liberate nel terminale nervoso all'arrivo di un potenziale d'azione. In genere i neuropeptidi vengono liberati in quantità molto minori rispetto ai neurotrasmettitori a basso peso molecolare, ma ciò è compensato dal fatto che i neuropeptidi sono assai più potenti.

### Neurotrasmettitori comuni
- derivati da amminoacidi
  - acido aspartico
  - acido glutammico
  - acido γ-amminobutirrico (GABA)

- - glicina
- monoammine (in ordine di sintesi)

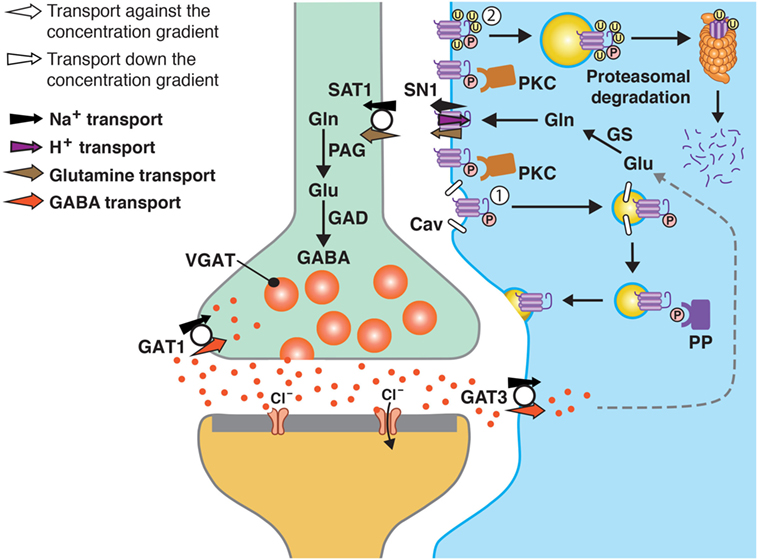
Raffigurazione di una sinapsi GABAergica nel cervello di un ratto adulto in cui il GABA viene rilasciato esocitoticamente e agisce su specifici recettori post-sinaptici. Il segnale viene interrotto dalla rimozione di GABA dalla fessura sinaptica mediante trasporto di GABA indietro nel terminale nervoso dal trasportatore GABA della membrana plasmatica (GAT) 1.

  - dalla fenilalanina e dalla tirosina
    - dopamina (da)
      - norepinefrina (o noradrenalina, ne)
        - epinefrina (o adrenalina, epi)

  - dal triptofano
    - serotonina (o 5-idrossitriptamina, 5ht)
    - melatonina

  - dall'istidina
    - istamina
- polipeptidi (neuropeptidi)
  - neurotensina (NT)
  - galanina
  - bombesine
    - bombesina
    - peptide di rilascio della gastrina (GRP)
    - neuromedina B

  - gastrine
    - gastrina
    - colecistichinina (CCK)

  - insuline
    - insulina

  - neuroipofisiari
    - vasopressina
    - ossitocina
    - neurofisina (tipo I e II)

  - neuropeptide Y
    - neuropeptide Y (NY)
    - polipeptide pancreatico (PP)
    - peptide YY (PYY)

  - oppioidi
    - corticotropina (ACTH)

- -     - beta-lipotropina
    - dinorfina
    - endorfina
    - encefalina
    - leumorfina

  - secretine
    - secretina
    - motilina
    - glucagone

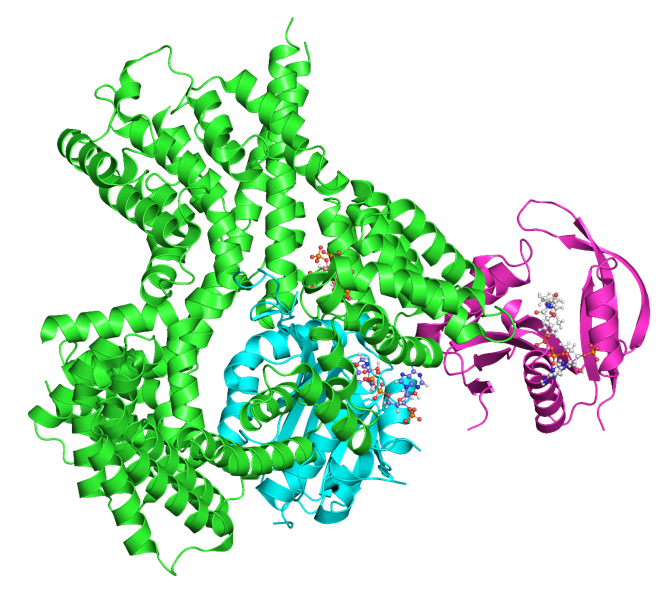
Ormone adrenocorticotropo

    - peptide vasoattivo intestinale (VIP)
    - fattore di rilascio dell'ormone della crescita (GRF)

  - somatostatine
    - somatostatina

  - tachichinine
    - neurochinina A
    - neurochinina B
    - neuropeptide A
    - neuropeptide gamma
    - sostanza P
- ammine biogeniche
  - acetilcolina (ACh)
- altri
  - ossido di azoto (NO)
  - ossido di carbonio (CO)
  - anandamide

### Agonisti parziali
In farmacologia, a livello teorico nulla osta alla ipotesi della ricerca ed esistenza di un agonista parziale (ovvero antagonista parziale) per qualsiasi neurotrasmetitore naturale.

L'agonista parziale è una sostanza con la proprietà di comportarsi come agonista o antagonista del neurotrasmettitore in relazione alla quantità di neurotrasmettitore presente, al fine di stabilizzare i livelli del neurotrasmettitore a valori normali nel tempo oppure ripristinare i valori normali in differenti aree e vie metaboliche.
Ad esempio sono in fase di sperimentazione preclinica agonisti parziali antidopaminergici che si comporterebbero come un agonista netto in assenza di dopamina (come sarebbe il caso della corteccia prefrontale dorsolaterale per i sintomi negativi della schizofrenia) e allo stesso tempo essere un antagonista netto quando la dopamina è in eccesso (come è stato postulato per la via dopaminergica mesolimbica per i sintomi positivi della schizofrenia).